# فسیل (اورگن)
فسیل (به انگلیسی: Fossil ) شهری در شهرستان ویلر ایالت اورگن است و در سرشماری سال ۲۰۱۱ میلادی، ۴۷۳ نفر جمعیت داشته که نسبت به سال ۲۰۱۰، ۰٫۴۲ درصد رشد جمعیت داشته‌است.